# 臨ク馮氏
臨朐馮氏（イムグプンし、임구풍씨）は、朝鮮の氏族の一つ。本貫は山東省濰坊市臨朐県である。2015年の調査では、484人である。
始祖は、中国明の臨朐人の馮三仕である。馮三仕は、明が清に滅ぼされた時に、清の反感と明の復興を望み、反乱を起こしたが捕まり、瀋陽に抑留される。その後、丙子の乱で清の人質となっていた鳳林大君とともに李氏朝鮮に移住・帰化した。